# Fleury-sur-Andelle

Fleury-sur-Andelle este o comună în departamentul Eure, Franța. În 1 ianuarie 2022 avea o populație de 1.810 de locuitori.